# Saint-Papoul (stolica tytularna)

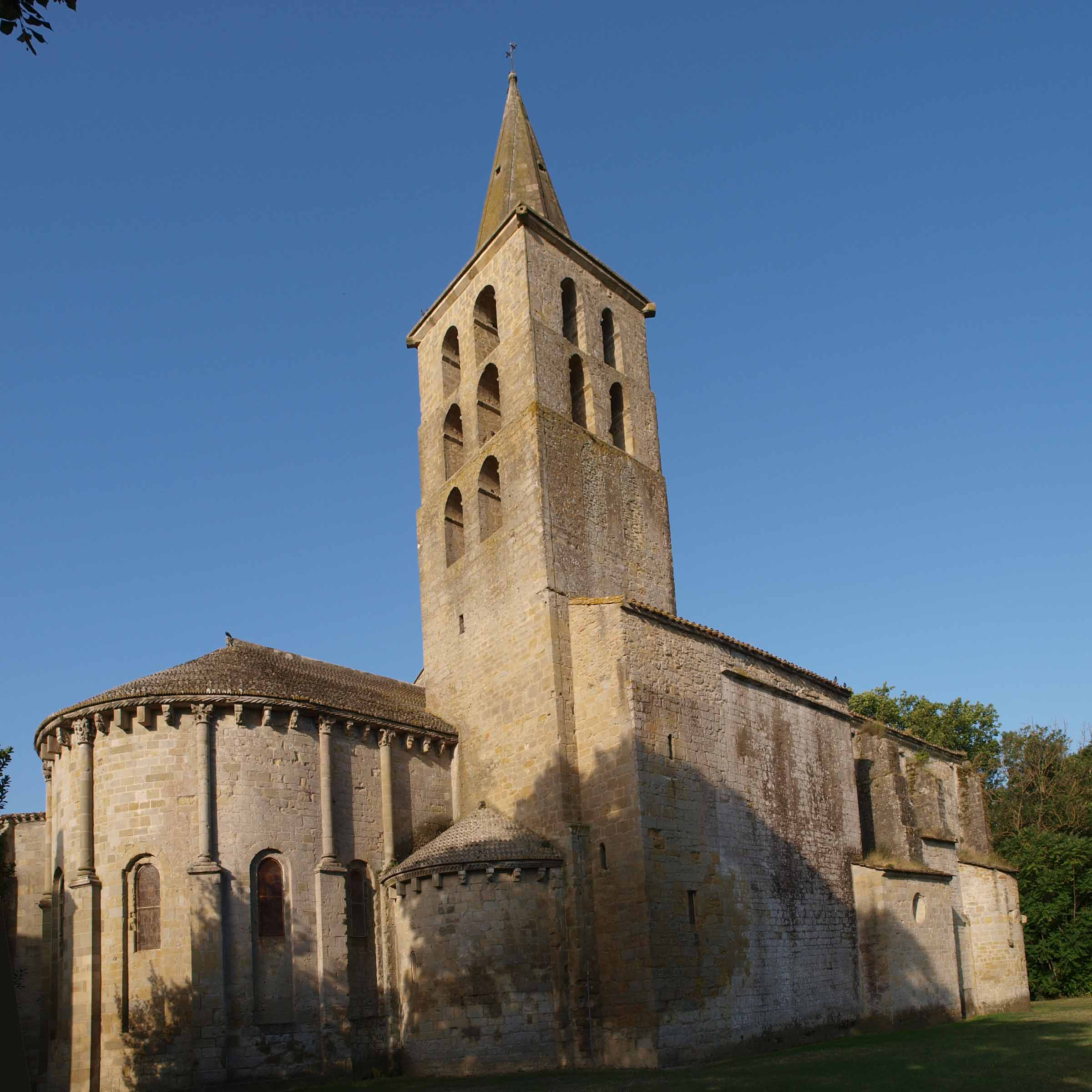
Dawna katedra diecezjalna w Saint-Papoul

Saint-Papoul (łac. Dioecesis Sancti Papuli) – stolica historycznej diecezji we Francji erygowanej w roku 1317, a włączonej w 1801 w skład archidiecezji Tuluzy. 
Współcześnie miasto Cavaillon znajduje się w regionie Prowansja-Alpy-Lazurowe Wybrzeże we Francji. Obecnie katolickie biskupstwo tytularne ustanowione w 2009 przez papieża Benedykta XVI. 

## Biskupi tytularni
| Lp. | Biskup            | Funkcja                       | Od               | Do                   |
| --- | ----------------- | ----------------------------- | ---------------- | -------------------- |
| 1   | Bertrand Lacombe  | biskup pomocniczy Bordeaux    | 15 kwietnia 2016 | 22 października 2020 |
| 2   | Gilles Reithinger | biskup pomocniczy Strassburga | 26 czerwca 2021  |                      |